# Tatce (odbočka)
Tatce (nebo též Odb Tatce) jsou odbočka, která se nachází v km 366,825 dvoukolejné trati Praha – Česká Třebová mezi stanicemi Poříčany a Pečky. Účelem odbočky je zvýšení propustnosti trati v případě výluk a mimořádností. Odbočka se nachází poblíž zastávky Tatce, leží v katastrálním území Tatce v okrese Kolín.

## Historie
Odbočka byla postavena v rámci modernizace trati mezi stanicemi Poříčany a Velim, která proběhla v letech 2020–2022. Samotná výstavba odbočky proběhla v roce 2021. K její aktivaci došlo 21. října 2021.

## Popis odbočky
Odbočka je vybavena elektronickým stavědlem. Odbočka je trvale neobsazena (místní ovládání není možné) a je dálkově ovládána z CDP Praha, případně z pracoviště pohotovostního výpravčího v Kolíně, nebo ze stanice Poříčany. V nouzových případech může výhybky přestavovat ručně staniční dozorce, který na místo dorazí.
V odbočce jsou celkem čtyři výhybky ve dvou spojkách mezi traťovými kolejemi. Výhybky jsou vybaveny elektromotorickými přestavníky a nemají ohřev. Při jízdě odbočkou jiným než přímým směrem je možné jet maximální rychlostí 80 km/h. Ve směru od Poříčan je odbočka kryta vjezdovými návěstidly 1S a 2S v km 367,170, z opačného směru pak 1L a 2L v km 366,410. Jízdy vlaků v přilehlých traťových úsecích jsou zabezpečeny obousměrným tříznakým automatickým blokem ABE-1 s kolejovými obvody. Na pečeckém záhlaví odbočky se nachází přejezd P4931 (silnice II/334 mezi vesnicemi Tatce a Milčice), který je vybaven světelným přejezdovým zabezpečovacím zařízením se závorami.